# Jewar
Jewar là một thị xã và là một nagar panchayat của quận Gautam Buddha Nagar thuộc bang Uttar Pradesh, Ấn Độ.

## Địa lý
Jewar có vị trí 28°08′B 77°33′Đ / 28,13°B 77,55°Đ Nó có độ cao trung bình là 195 mét (639 feet).

## Nhân khẩu
Theo điều tra dân số năm 2001 của Ấn Độ, Jewar có dân số 26.950 người. Phái nam chiếm 53% tổng số dân và phái nữ chiếm 47%. Jewar có tỷ lệ 48% biết đọc biết viết, thấp hơn tỷ lệ trung bình toàn quốc là 59,5%: tỷ lệ cho phái nam là 57%, và tỷ lệ cho phái nữ là 37%. Tại Jewar, 20% dân số nhỏ hơn 6 tuổi.